# Opuntia wootonii
Opuntia wootonii är en kaktusväxtart som först beskrevs av Griffiths (pro sp.  Opuntia wootonii ingår i släktet fikonkaktusar, och familjen kaktusväxter. Inga underarter finns listade i Catalogue of Life.